# ワタツミ

イザナギの禊ぎによって生まれた神々（『古事記』に基づく） SVGで表示（対応ブラウザのみ）

ワタツミ・ワダツミ（海神・綿津見）とは、日本神話の海の神。転じて海や海原そのものを指す場合もある。

## 概要
『古事記』は綿津見神（わたつみのかみ）、大綿津見神（おおわたつみのかみ）、『日本書紀』は少童命（わたつみのみこと）、海神（わたつみ、わたのかみ）、海神豊玉彦（わたつみとよたまひこ）などの表記で書かれる。
「ワタ」は海の古語、「ツ」は「の」を表す上代語の格助詞、「ミ」は神霊の意であるので、「ワタツミ」は「海の神霊」という意味になる。

## 神話での記述
日本神話に最初に登場する綿津見神は、オオワタツミ（大綿津見神・大海神）である。神産みの段で伊邪那岐命（伊弉諾尊・いざなぎ）・伊邪那美命（伊弉冉尊・いざなみ）二神の間に生まれた。神名から海の主宰神と考えられているが、『記紀』においては伊邪那岐命は後に生まれた三貴子の一柱須佐之男命（素戔嗚尊・すさのお）に海を治めるよう命じている。
伊邪那岐命が黄泉から帰って禊をした時に、ソコツワタツミ（底津綿津見神、底津少童命）、ナカツワタツミ（中津綿津見神、中津少童命）、ウワツワタツミ（上津綿津見神、表津少童命）の三神が生まれ、この三神を総称して綿津見三神と呼んでいる。この三神はオオワタツミとは別神であるとの説や、同神との説がある。この時、ソコツツノオノカミ（底筒之男神）、ナカツツノオノカミ（中筒之男神）、ウワツツノオノカミ（上筒之男神）の住吉三神（住吉大神）も一緒に生まれている。
また、綿津見神三神の子の宇都志日金析命（穂高見命）が阿曇連（阿曇氏）の祖神であると記している。現在も末裔が宮司を務める志賀海神社は、安曇氏伝承の地である。また、穂高見命は穂高の峯に降臨したとの伝説があり、信濃にも安曇氏が進出している。

### 山幸彦と海幸彦
山幸彦と海幸彦の段では、火照命または火須勢理命（海幸彦）の釣針をなくして困っていた火遠理命（山幸彦）が、塩土老翁の助言に従って綿津見大神（豊玉彦）のもとを訪れ、綿津見大神の娘である豊玉毘売と結婚している。二神の間の子である鵜葺草葺不合命は豊玉毘売の妹である玉依毘売に育てられ、後に結婚して若御毛沼命（神倭伊波礼琵古命・かむやまといわれひこ）らを産んでいる。綿津見大神の出自は書かれていないが、一般にはオオワタツミと同一神と考えられている。

## 系譜
伊邪那岐命、または同神と伊邪那美命の子に置かれる神で、子には宇都志日金析命（穂高見命）、布留多摩命（振玉命）、豊玉毘売命、玉依毘売命の四兄妹がいる。
このうち、宇都志日金析命は阿曇氏の祖神で、布留多摩命は八木氏の祖神とされる。
宝賀寿男は、豊玉毘売命と玉依毘売命の姉妹は、火遠理命の妻になったという世代を考え、実際には宇都志日金析命の妹ではなく娘であったと主張した。

## ワタツミ神を祀る神社
- 志賀海神社（福岡県福岡市東区志賀島）（総本社）
- 綿津見神社・海神社 - 全国各地
- 和多都美神社（長崎県豊玉町）
- 志賀神社（福岡県糟屋郡粕屋町）
- 風浪宮（福岡県大川市酒見）
- 姪浜住吉神社（福岡県福岡市西区姪浜）
- 渡海神社（千葉県銚子市高神西町）
- 穂高神社（長野県安曇野市穂高）
- 二見興玉神社（三重県伊勢市二見町）
- 林神社（兵庫県明石市宮の上）
- 小江神社（兵庫県豊岡市江野）
- 田土浦坐神社（岡山県倉敷市下津井田之浦）
- 由加神社本宮（岡山県倉敷市児島由加）
- 沼名前神社（広島県福山市鞆町）
- 水上神社（島根県大田市温泉津町）
- 浜殿神社（長崎県対馬市豊玉町）
- 鹿児島神社（鹿児島県鹿児島市草牟田）
- 飯倉神社（鹿児島県南九州市川辺町）
- 永尾神社（熊本県宇城市不知火町）
- 零羊崎神社(宮城県石巻市湊字牧山)